# Le Miracle de saint Donat
Le Miracle de saint Donat est un tableau du peintre espagnol, José de Ribera. Il s’agit d’une huile sur toile réalisée en 1652. Le tableau est conservé au Musée de Picardie, à Amiens.

## Historique de l’œuvre
Le tableau a été d'abord été identifié comme une messe du pape Grégoire le Grand, mais en 1963, il a été identifié comme le miracle accompli par saint Donat, évêque d'Arezzo en Toscane, au IVe siècle. Le saint-évêque bousculé par des païens au cours d'une messe laissa tomber le calice en cristal qu'il tenait dans ses mains. Le calice se brisa en tombant au sol. Ramassant les morceaux, l'évêque reconstitua le calice sans que le saint liquide ne soit répandu, là était le miracle. Le récit de ce prodige est rapporté par Jacques de Voragine dans La Légende dorée et par l’Espagnol Pedro de Ribadeneyra, auteur d’un ouvrage de dévotion, La Fleur des saints.
C'est l'un des ultimes tableau de Ribera daté de l'année même de sa mort. Ce tableau appartenait au roi d’Espagne Charles IV à la fin du XVIIIe siècle, il aurait été amené en France pendant les guerres napoléoniennes. Il est entré dans les collections du  musée de Picardie, en 1890, par un don des frères Lavallard.

## Caractéristiques
La toile montre le saint-évêque agenouillé sur les marches de l'autel, tenant dans la main droite le calice brisé ainsi qu'un éclat de verre dans l'autre main, le regard baissé baisse le regard vers son assistant, sur la gauche. Celui-ci semble porter dans sa main droite d'autres fragments du calice. L'autre assistant de l'évêque, plus âgé, barbu, a le regard tourné vers le spectateur surplombe le premier. A droite de l'évêque se distinguent trois visages de fidèles.
L'œuvre se caractérise par sa monumentalité et le raffinement de sa composition, le réalisme qui se dégage des visages. La qualité du rendu des étoffes, leurs couleurs qui contrastent avec le reste du tableau plus sombre.